# ニール・キャプラン
ニール・キャプラン（Neil Kaplan、Neil Caplanとの表記もある、 1967年3月9日 - ）は、アメリカ合衆国の男性声優、コメディアン、司会者。トラヴェリング・ボイス・オーバー・ファンタジー・キャンプのオーナー、Audio Theater for the Troopsの代表でもある。ニュージャージー州ベイヨン出身。カリフォルニア州サンノゼ育ち。ユダヤ教徒。

## 人物
インディペンデンス高校、ノースウェスタン大学、アメリカン・ミュージカル&ドラマティック・アカデミー、HBスタジオ
卒業。南カリフォルニア大学中退。
1988年に『グレート・ディベート・オブ88』でデビュー後、1995年から本格的に声優の活動を開始する。
現在はアメリカン・ミュージカル&ドラマティック・アカデミー、Braille Instituteなどでボイスオーバーの講師を勤めている。
代表作は『トランスフォーマー・ロボッツ・イン・ディスガイズ』（オプティマス・プライム役）

## 出演作品

### テレビアニメ
1997年
- The Mouse and the Monster（ユーティリティ・ガイ）

2000年
- デジモンアドベンチャー02（ホークモン）

2001年
- トランスフォーマー・ロボッツ・イン・ディスガイズ（オプティマス・プライム、ローター）

2002年
- 風まかせ月影蘭（クマ）
- デジモンテイマーズ（バベル、インダラモン）
- はれときどきぶた（校長先生）

2003年
- 人造人間キカイダー THE ANIMATION（イエロージャガー）

2004年
- 旋風の用心棒（警察官）
- 京極夏彦 巷説百物語（京極亭、平助、北林弾正）
- デジモンフロンティア（マッシュモン、ウッドモン、コクワモン、バロモン）
- Higglytown Heroes（ムーバー）

2005年
- 攻殻機動隊 S.A.C. 2nd GIG（SWAT隊長）
- 金色のガッシュベル!!（ベルギム・E・O）

2006年
- デジモンセイバーズ（パンプモン）
- グリーングリーン（天神泰三）

2007年
- BLEACH（山本元柳斎重國、射場鉄左衛門）
- アイシールド21

2008年
- BLUE DRAGON（サーベルタイガー）

2010年
- アイアンマン（黒田防衛大臣）

2012年
- ブレイド（議長）

2013年
- Digimon Fusion（イーバモン、バグラモン、ネオヴァンデモン、スルト、アヌビモン）

2014年
- ロボット・チキン（アルバス・ダンブルドア）

2017年
- ドキドキ!プリキュア

### 劇場アニメ
2000年
- Digimon: The Movie [5] （ホルスモン、テリアモン、ホークモン、コンピュータの声2）

2008年
- 劇場版BLEACH MEMORIES OF NOBODY（山本元柳斎重國、射場鉄左衛門）

2009年
- 劇場版BLEACH The DiamondDust Rebellion もう一つの氷輪丸（山本元柳斎重國）

2011年
- 劇場版BLEACH Fade to Black 君の名を呼ぶ（山本元柳斎重國、射場鉄左衛門）

2012年
- 劇場版BLEACH 地獄篇（山本元柳斎重國）

### OVA
2006年
- 戦闘妖精雪風

2015年
- 機動戦士ガンダム THE ORIGIN（ドズル・ザビ）

### Webアニメ
2016年
- Voltron: Legendary Defender（キング・ザーコン）

### ゲーム
2001年
- パワーレンジャー・タイムフォース（グルート）

2006年
- エバークエスト2
- ジャスティス・リーグ ヒーローズ（ゴリラ・グロッド）
- スパイダーマン バトル・フォー・ニューヨーク（ノーマン・オズボーン/グリーン・ゴブリン）
- バテン・カイトスII 始まりの翼と神々の嗣子（ワイズマン）

2007年
- スパイダーマン3（セルゲイ・クラヴィノフ/クレイヴン）
- BLEACH Wii 白刃きらめく輪舞曲（山本元柳斎重國）
- 無双OROCHI（武田信玄）

2008年
- 無双OROCHI 魔王再臨（武田信玄）

2009年
- アバター THE GAME（RDA）
- トランスフォーマー: リベンジ（ロングハウル、プロテクトボット）

2011年
- スカイランダース スパイロズ・アドベンチャー

### 特撮
1995年
- パワーレンジャー・映画版（ウーズマンの声）

1997年
- ビートルボーグ・メタリックス（ウィッチ・ドクターの声）

1999年
- パワーレンジャー・ロスト・ギャラクシー（デストラクソの声、再生ミュータントラムの声）

2000年
- パワーレンジャー・ライトスピード・レスキュー（ダイアボリコの声、ヴォー・ベリーの声）

2001年
- パワーレンジャー・タイムフォース（グルートの声、ナレーション（第2話））

### 映画
2007年
- Little Ghost （ナレーター）

### テレビ番組
1988年
- グレート・ディベート・オブ88（ロナルド・レーガンの声、リチャード・ニクソンの声）

1999年
- Katie Joplin（ボイスオーバー）

### 舞台
- くたばれ!ヤンキース（アップルゲイト）
- キー・エクスプローラー（フィリップ）
- キャメロット（アーサー王）
- シカゴ（メアリー・サンシャイン）
- ブリガドーン（ジェフ）

### イベント出演
2002年
- ボットコン
- ボットコン・ヨーロッパ

2007年
- パワーモーフィコン

2012年
- パワーモーフィコン

### その他
2001年
- トランスフォーマー・ロボッツ・イン・ディスガイズ・玩具CM（ナレーター）
- トランスフォーマー・ロボッツ・イン・ディスガイズ・Fox Kids内CM（ナレーター（オプティマス・プライム））